# Kollam vasútállomás
Kollam vasútállomás (malajálamul: കൊല്ലം ജംഗ്‌ഷൻ/ Quilon Junction), közismertebb nevén Quilon vasútállomás, a fő vasútállomás Kollam városában, az indiai Kerala államban. Nem messze található Chinnakkada városközpontjától. Kollam India egyik legforgalmasabb vasútállomása és Kerala második legnagyobb pályaudvara.
A KSRTC Kollam buszmegálló 1,3 km-re, a Kollam tengeri kikötő pedig 1,9 km-re található. Terület szerint ez Kerala második legnagyobb vasútállomása, és a vágányok számát tekintve a legnagyobb.

## Galéria

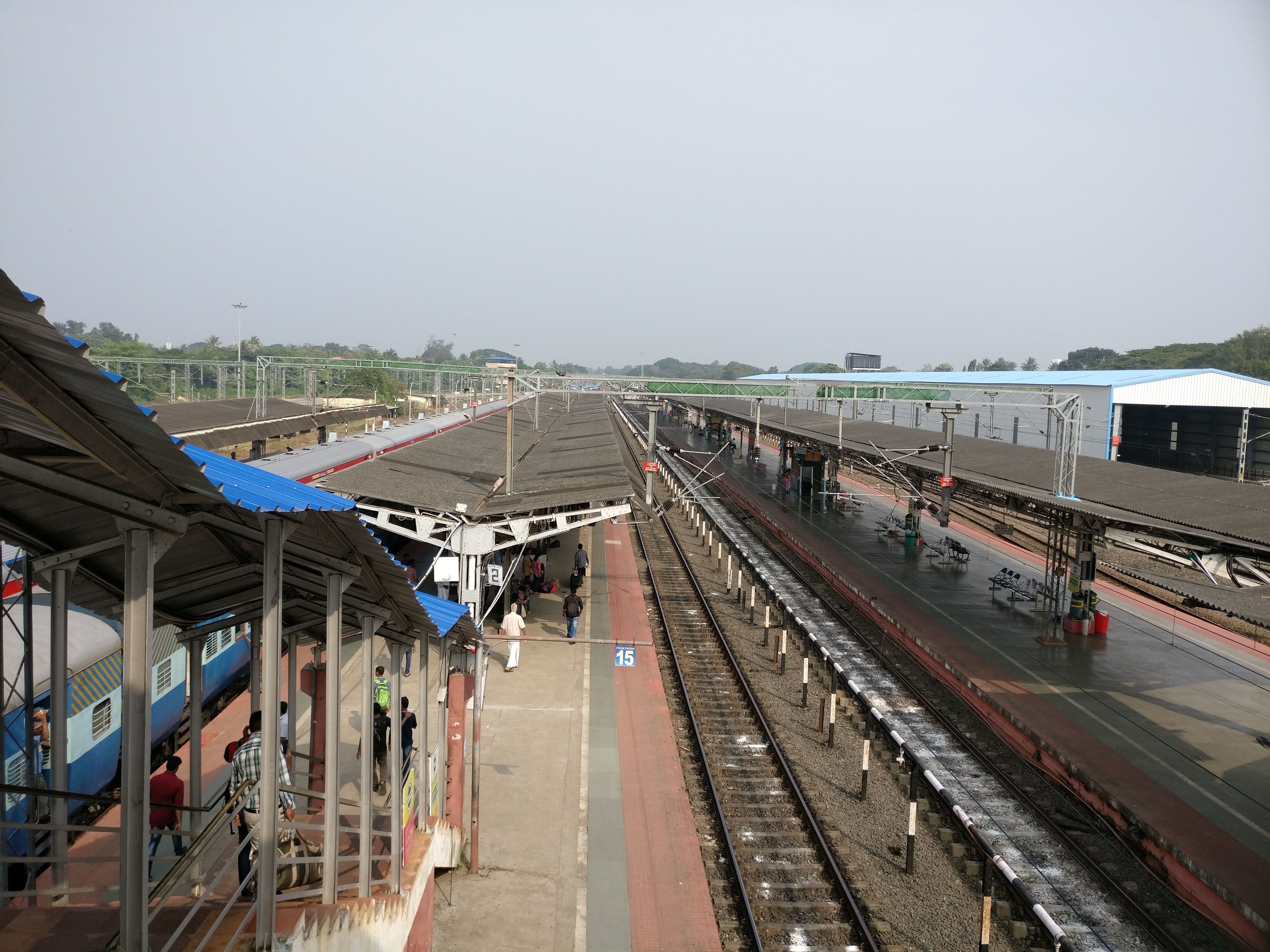
Platform No.1, 2
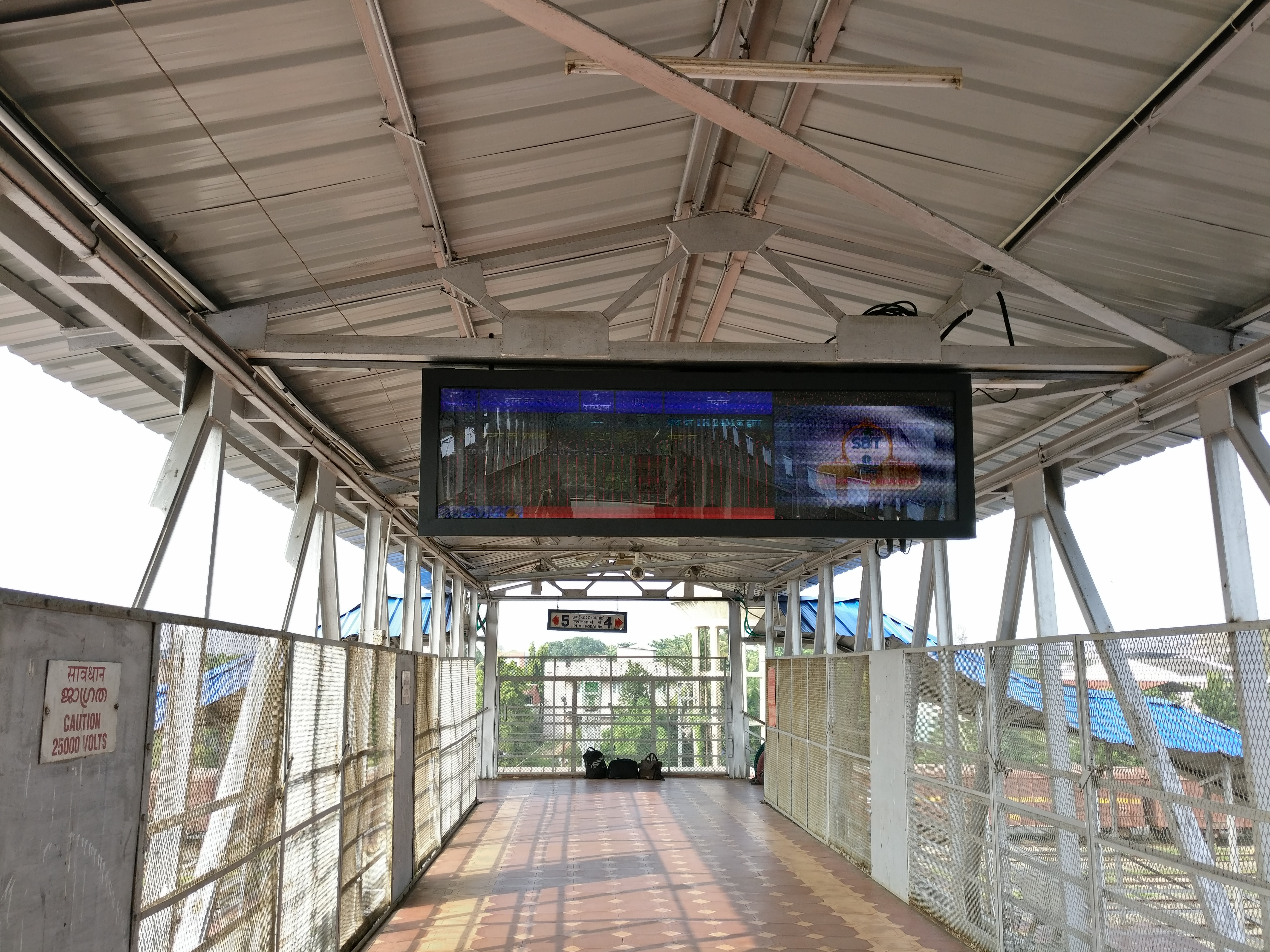
LED-es kijelzőtábla a lábhíd felett
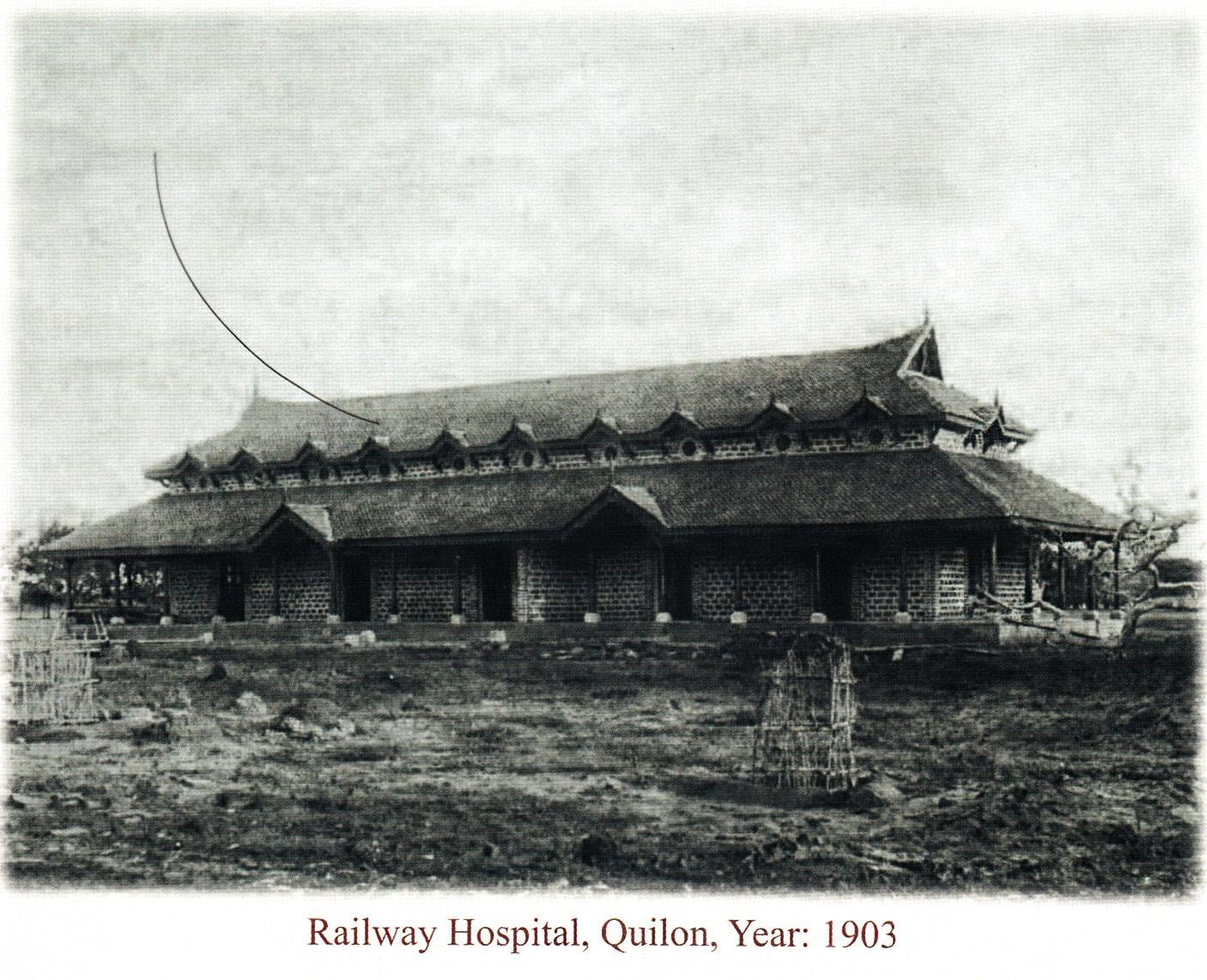
Egy régi kép a Kollam Vasúti Kórházról
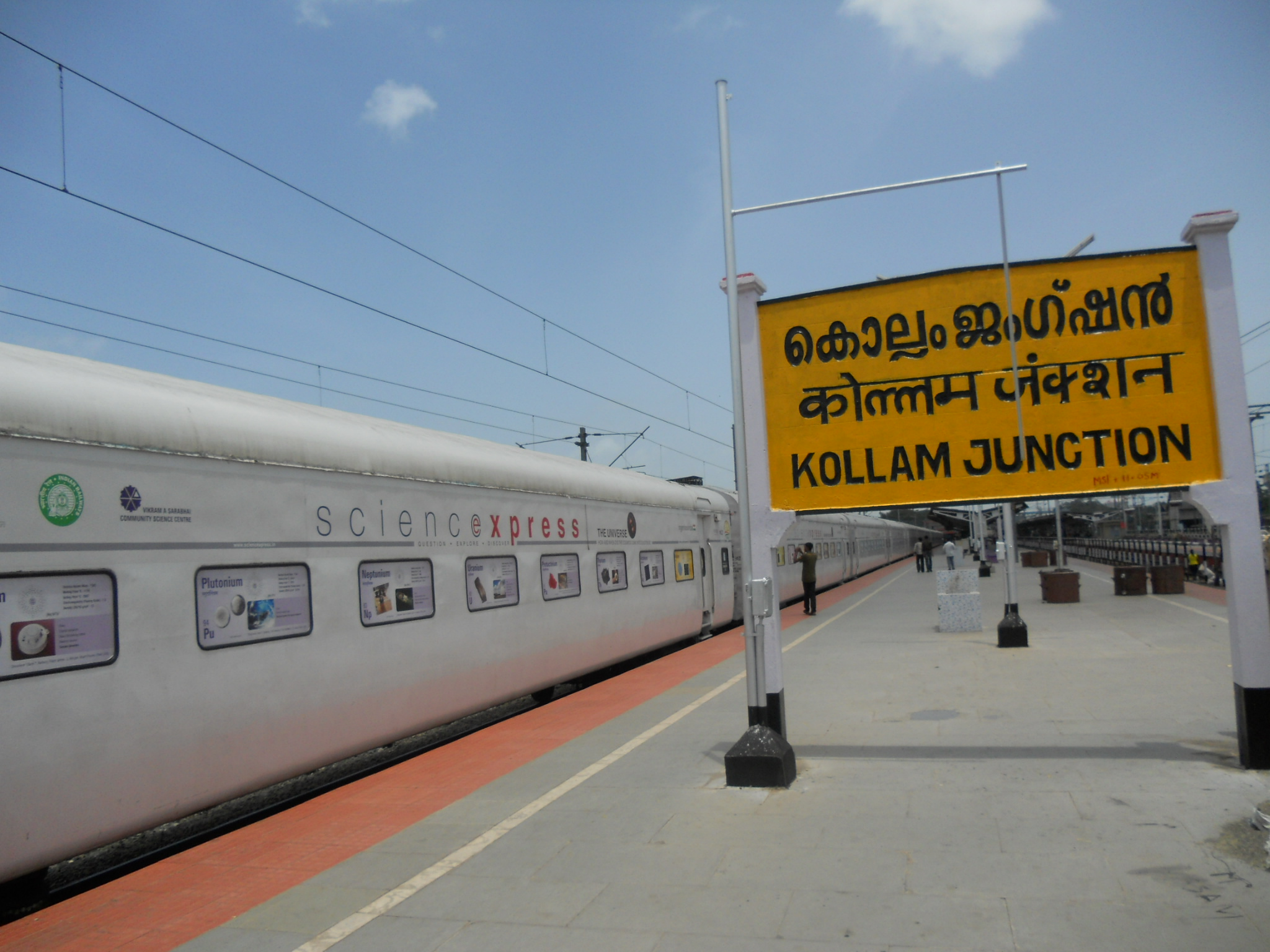
Kiállítóvonat az állomáson
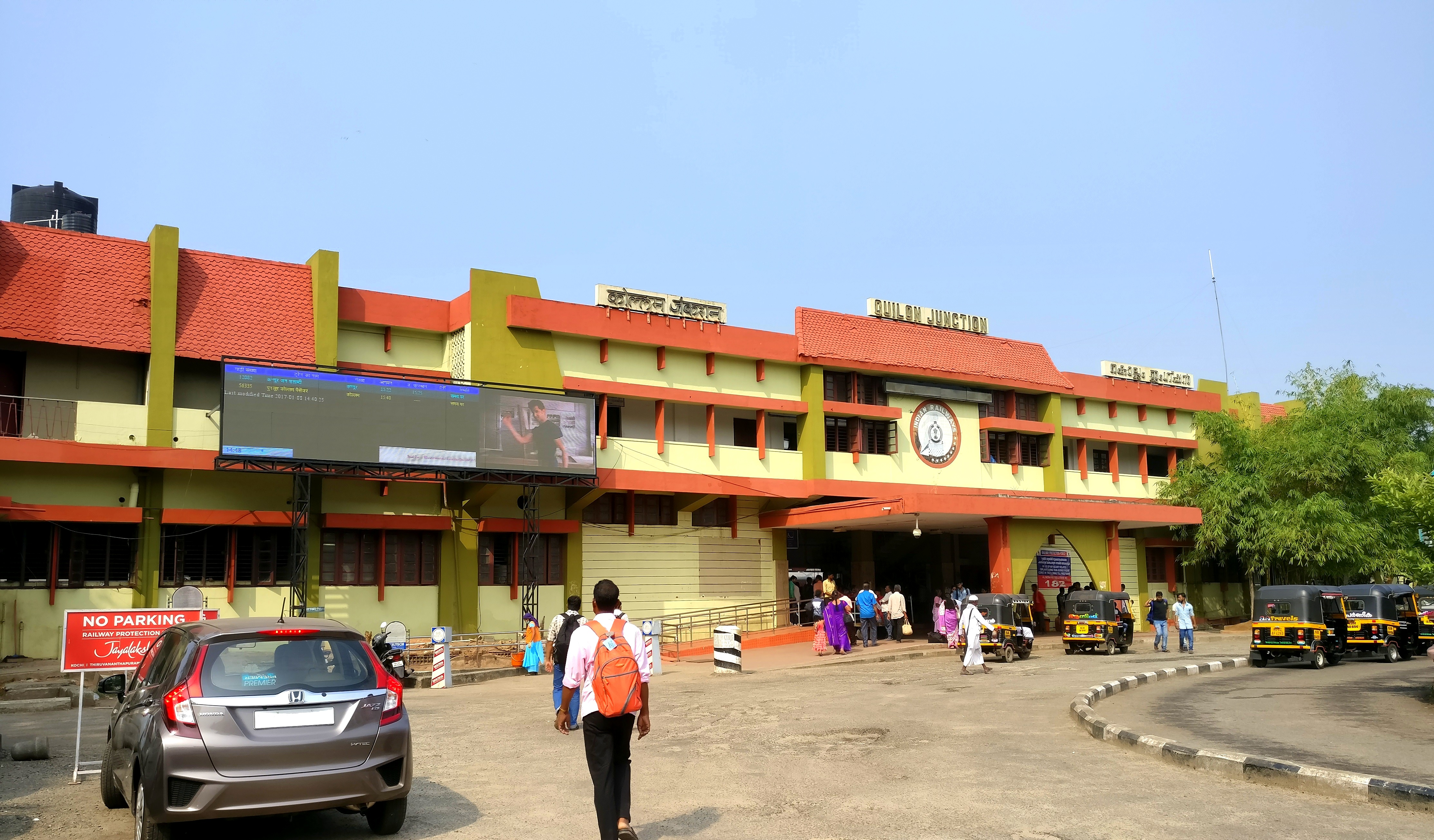
Fő terminál
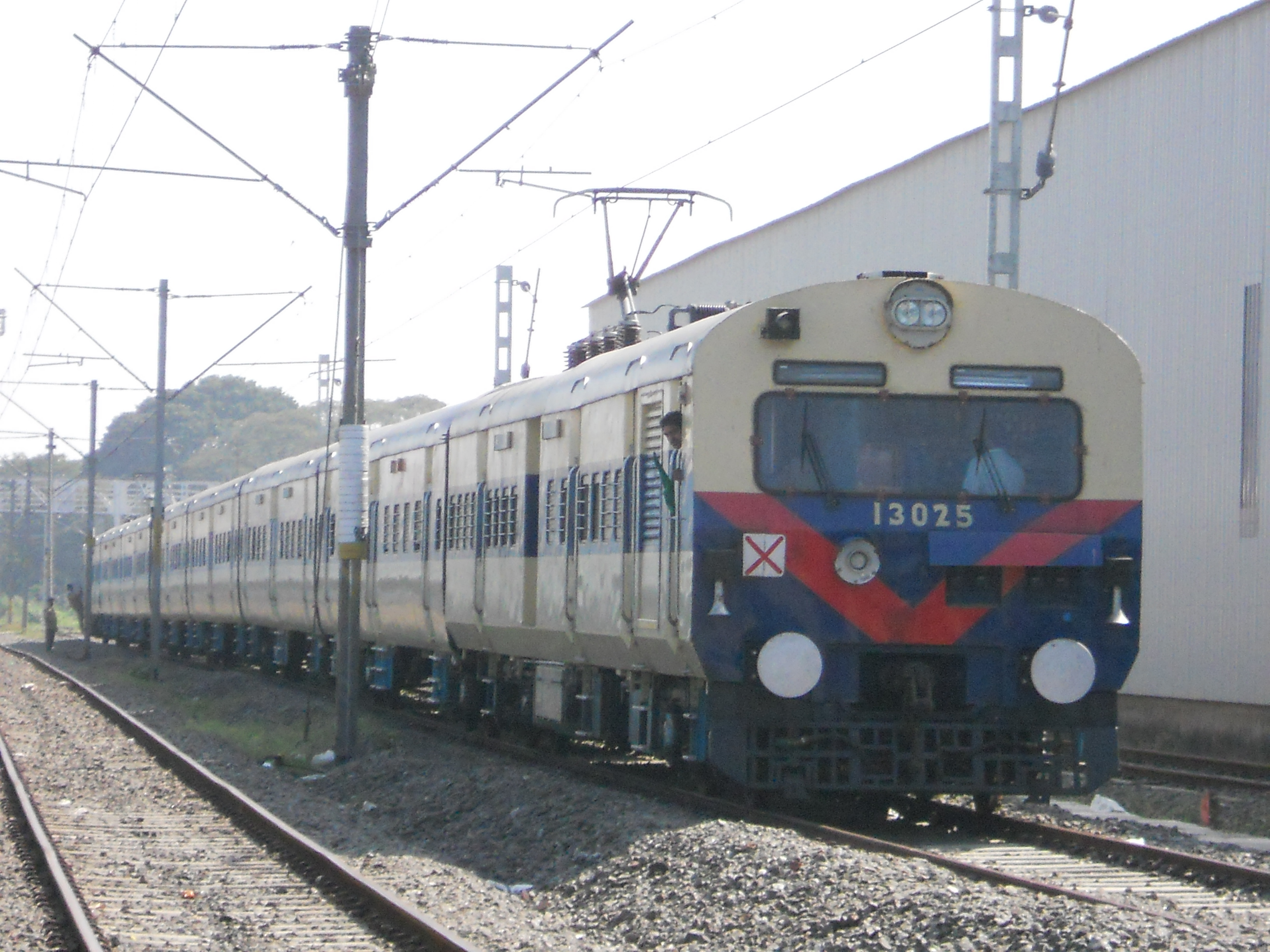
MEMU vonat az állomáson
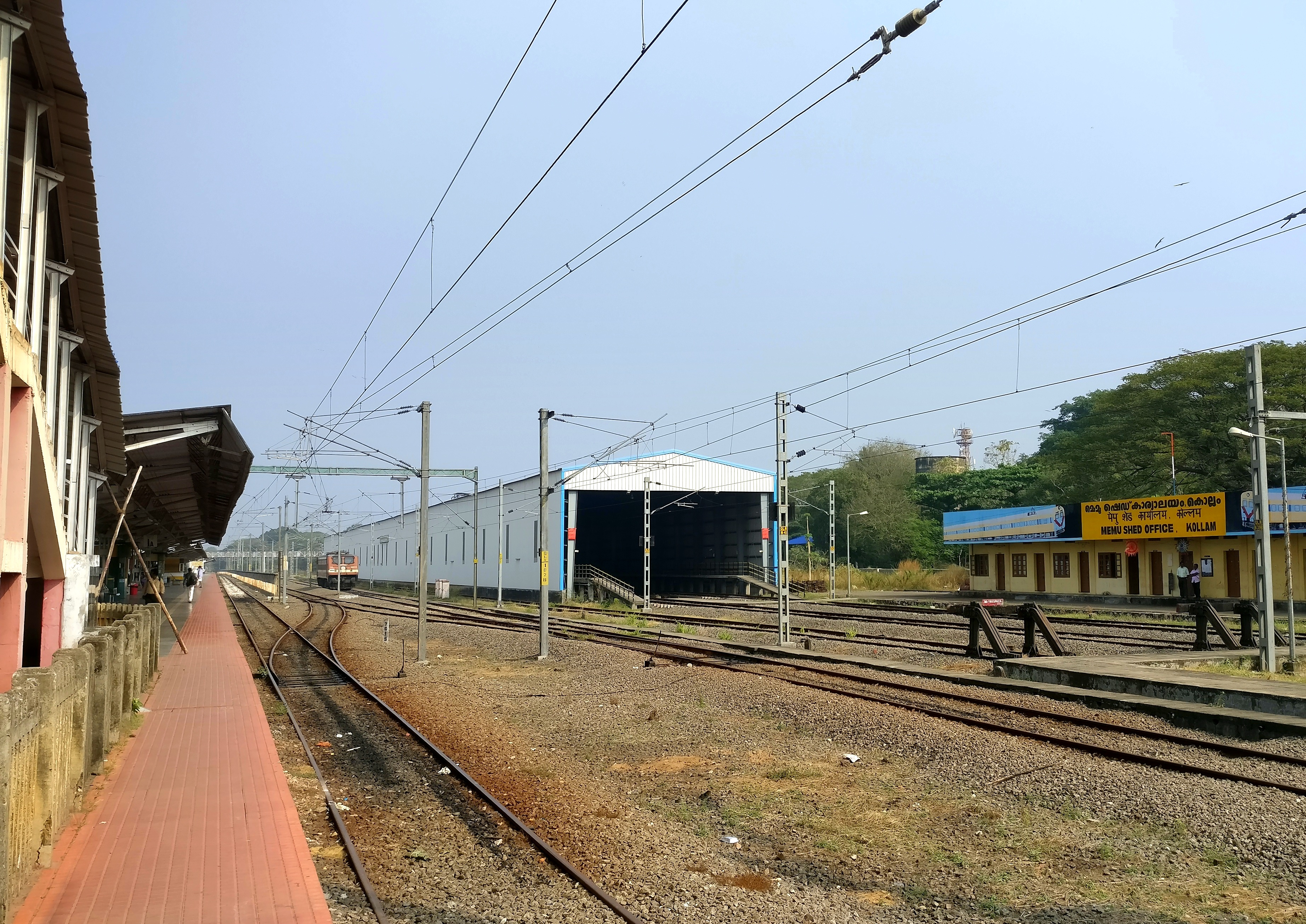
MEMU vonatkocsi-karbantartó létesítmény és 1. számú peron